# Wiewiórczak trójbarwny
Wiewiórczak trójbarwny, dawniej: wiewiórka trójbarwna (Callosciurus prevostii) — gatunek wiewiórki z podrodziny wiewiórczaki (Callosciurinae) zamieszkujący Azję Południowo-Wschodnią. Swoim zasięgiem obejmuje tereny południowej Tajlandii, Indonezję i Malezję.

## Biotop
Na obszarze swojego występowania wiewiórczak trójbarwny zamieszkuje dość zróżnicowane środowiska – od niskich lasów na północy Borneo, do wysokich, starych lasów na zachodzie Malezji.

## Wygląd
Sierść na grzbiecie wiewiórczaka trójbarwnego jest czarna, a na brzuchu kasztanowa. Pomiędzy tymi kolorami przebiega biała pręga. Ponadto poszczególne podgatunki tej wiewiórki posiadają plamę na grzbiecie, która może być czarna, szara, biała, czerwona lub stanowić mieszaninę tych barw.
Długość ciała wynosi do 28 cm, ogona – 23 cm. Może ważyć do około 1 kg. Jest dobrze przystosowana do nadrzewnego trybu życia.

## Tryb życia
Zamieszkuje głównie dziuple lub samodzielnie zbudowane gniazda z gałązek i liści. Żywi się głównie owocami, orzechami i nasionami, nie gardzi jednak jajami ptaków, pąkami, kwiatami oraz różnorodnymi stawonogami (mrówki, termity, larwy chrząszczy). Zwierzęta te są aktywne w ciągu dnia, głównie po świcie i przed zmierzchem.

## Rozród
Nie został jeszcze dobrze zbadany. Ciąża trwa około 40 dni. Udało się znaleźć pozytywną korelację między liczbą nowo narodzonych wiewiórczaków trójbarwnych a sumą opadów na terenie ich występowania w Malezji.